# Sprężarka z wirującym zębem
Sprężarka z wirującym zębem (sprężarka zębata) – urządzenie, które do procesu sprężania powietrza wykorzystuje element o charakterystycznym kształcie zęba.
Wytwarzane w ten sposób sprężone powietrze jest w 100% wolne od oleju, ponieważ olej nie jest obecny w komorze sprężania i nie jest wykorzystywany do wytwarzania medium, jakim jest sprężone powietrze.

## Ogólna zasada działania
Element sprężający w sprężarkach zębatych składa się z jednego lub dwóch wirników, które obracają się w przeciwnych kierunkach w komorze sprężania. Oba wirniki są zsynchronizowane poprzez przekładnię.
Proces sprężania składa się z fazy wlotu, fazy sprężania i fazy wylotu. W fazie wlotu powietrze jest zasysane do komory sprężania dopóki wirniki nie zablokują wlotu. W fazie sprężania zassane powietrze znajduje się w komorze sprężania, której przestrzeń staje się coraz mniejsza podczas ruchu wirników. Wylot powietrza ma miejsce, gdy jeden z wirników odsłania kanał wylotowy. Powietrze wydostaje się wtedy z komory sprężania.
Maksymalny współczynnik ciśnienia dla bezolejowej sprężarki zębatej jest limitowany przez ograniczenie różnicy temperatur między wlotem i wylotem. W rezultacie dla osiągnięcia wyższych wartości ciśnień potrzeba jest kilku stopni sprężania.